# Мотюк Мирослав Павлович
Мирослав Павлович Мотюк (нар. 1 червня 1950, с. Полівці, Україна) — український лікар, правник, господарник, громадський діяч. Кандидат медичних наук (1993). Народний депутат України (1990—1994). Секретар ВР України з питань охорони здоров'я.

## Життєпис
Мирослав Мотюк народився 1 червня 1950 року в селі  Полівці Чортківського району Тернопільської області України.
Закінчив Івано-Франківський медичний інститут (1973, нині медична академія) та юридичний факультет Київського національного університету (1996).
Працював:
- лікарем у смт Антоніни Красилівського району Хмельницької області (1974—1977),
- головним лікарем села Біла Чортківського району (1977—1980),
- ревматологом (1980—1990), кардіологом міжрайонного кардіологічного відділення (1989—1990) Чортківської центральної районної лікарні.
- начальником Управління справами (1994—2003),
- заступником начальника Управління медично-соціальної експертизи МОЗ України (2003—2006).

З 2006 року — у відділі медико-соціальної експертизи на контрактній основі.

## Нагороди та відзнаки
- Орден «За заслуги» III ст. (16 липня 2020) — за значний особистий внесок у справу державотворення, побудову незалежності Української держави, активну громадсько-політичну діяльність та з нагоди 30-річчя проголошення Декларації про державний суверенітет України[3]
- «Почесний громадянин міста Чорткова» (2013)[4][5]